# 더 페이스테일 시즌1: 신대리야
《더 페이스테일 시즌1: 신대리야》는 2016년 네이버TV에서 방송된 웹 드라마다.

## 같이 보기
- 국.화.수